# Ricardo Salazar Ballesteros
Ricardo Salazar Ballesteros (Bucaramanga, Colombia, 15 de marzo de 1958 - Bogotá, 18 de abril de 2024), más conocido como Pitirri Salazar, fue un futbolista, economista y dirigente deportivo colombiano. Se desempeñó como el gerente deportivo muy reconocido a nivel nacional por su trayectoria y grandes negociaciones en equipos como Deportes Tolima y Millonarios.

## Trayectoria

### Como Futbolista
Debutó como futbolista profesional en 1976, con 18 años empezó jugando en el Atlético Bucaramanga. También pasaría por el Deportivo Cali, Santa Fe, Millonarios, Cúcuta Deportivo, Independiente Medellín y la Selección Colombia. En Deportes Quindio donde se retiró en 1987. Posteriormente retomaría sus estudios graduándose como economista de la Universidad Cooperativa de Colombia.

### Como Dirigente Deportivo
Para 1990 se convierte en el gerente deportivo de Millonarios, cargo que ocuparía hasta mediados de 1999. 
Durante dos décadas (1999-2019) sería el Gerente Deportivo del Deportes Tolima, con resultados notables tanto a nivel nacional como internacional.
Para 2020 regresa a Millonarios como director deportivo reemplazando a Norberto Peluffo, donde se desempeñó en el cargo hasta su fallecimiento.
Falleció el 18 de abril de 2024 a consecuencia de un infarto cardiaco.

## Clubes

### Como jugador profesional
| Club                 | País     | Año         |
| -------------------- | -------- | ----------- |
| Atlético Bucaramanga | Colombia | 1976 - 1980 |
| Deportivo Cali       | Colombia | 1981        |
| Millonarios          | Colombia | 1982        |
| Atlético Bucaramanga | Colombia | 1983        |
| Santa Fe             | Colombia | 1984        |
| Cúcuta Deportivo     | Colombia | 1985        |
| Deportes Quindio     | Colombia | 1986 - 1987 |

### Como Dirigente Deportivo
| Club            | País     | Año         | Rol                |
| --------------- | -------- | ----------- | ------------------ |
| Millonarios     | Colombia | 1990 - 1999 | Director deportivo |
| Deportes Tolima | Colombia | 1999 - 2019 | Director deportivo |
| Millonarios     | Colombia | 2020 - 2024 | Director deportivo |

## Palmarés como Dirigente
| Título                | Club            | País     | Año  |
| --------------------- | --------------- | -------- | ---- |
| Primera División      | Deportes Tolima | Colombia | 2003 |
| Copa Colombia         | Deportes Tolima | Colombia | 2014 |
| Primera División      | Deportes Tolima | Colombia | 2018 |
| Copa Colombia         | Millonarios     | Colombia | 2022 |
| Primera División      | Millonarios     | Colombia | 2023 |
| Superliga de Colombia | Millonarios     | Colombia | 2024 |